# Håkon Five
Håkon Martin Henriksen Five (né le 27 septembre 1880 à Kvam dans le Nord-Trøndelag, décédé le 15 janvier 1944 au même endroit) est un fermier norvégien, agronome, fonctionnaire et homme politique du parti centriste Venstre (V). 
Five est Ministre de l'Agriculture à quatre reprises, Ministre de l'approvisionnement durant la période 1919-1920, parlementaire au Storting pour la région du Nord-Trøndelag de 1922 à 1930 puis de 1934 à 1936 et Représentant du roi et du gouvernement dans le Nord-Trøndelag de 1927 à 1944. 

## Biographie
Håkon Five est né dans la ferme familiale d'Østre Five à Kvam, à 17 km u nord-est de Steinkjer. Il est le fils du fermier Henrik Johnsen Five (1854-1927) et de son épouse Margrete Rømo (1853-1898).
Il étudie d'abord à l'Université norvégienne pour les sciences de la vie, puis en 1909 à l'École polytechnique fédérale de Zurich en Suisse. En 1910, il est diplômé de la Kongelige Frederiks Universitet.
Il se marie une première fois en 1911 avec Bodil Erichsen (1889-1924). Veuf et père d'un enfant en bas âge, il se remarie en 1927 avec Henriette Conradine (1891-1982), fille de l'ancien ministre de l'agriculture Bernt Holtsmark.